# Horsens Bybusser
Horsens Bybusser, er de busser, der kører internt i Horsens by. Linjenettet består af 14 linjer, og drives af Midttrafik (Tidligere VAT).

## Historie
Bybusserne i Horsens kan dateres tilbage til år 1922, hvor vognmændene Jens Nørbæk og Hans Petersen stiftede Horsens Omnibusselskab. Siden er linjenettet vokset, og allerede i 1930'erne bestod linjenettet af 8 bybuslinjer, med i alt 16 drift vogne til at betjene linjerne. I 1964, havde Horsens Bybusser, vokset sig så store at der var behov for flere garager. En af garagerne befandt sig på Borgmestervej 39.
Bybusserne kørte oprindeligt i vognmændenes eget design, men i 1975, kom bybuskørslen i Horsens over DSB Bussers hænder. I 1978, ved den første lov om trafikselskaber, kom bybusserne i Horsens til at kører under Vejle Amts Trafikselskab der blev koordinator for trafikken. Bybusserne i Horsens forblev dog på DSB's hænder og i DSBs farver frem til Juni i 2001 hvor Combus(DSB Busser) blev solgt til Arriva, der solgte cirka halvdelen videre til Connex.

### Udbuddet der sendte kørslen til Wulffbus
Efter at kørslen på Horsens bybusser, havde været i DSB's eje i næsten 3årtier, så blev Combus(Tidligere DSB Busser) i Juni 2001, solgt til Arriva, Derved var det slut med at DSB drev busser i Danmark. Arriva, valgte dog at splitte Combus op, så Arriva, beholdte cirka halvdelen af Combus foretagender, og den resterende del af Combus, røg så videre til Connex. Herunder, Horsens Bybusser. Det varede dog ikke lang tid, før at det daværende "VAT - Vejle Amts Trafikselskab", sendte kørslen i udbud. Udbuddet af kørslen resulterede, i at det var Wulffbus der vandt kørslen, og her forblev kørslen, indtil 2006, hvor Arriva overtog netop Wulffbus, og integrerede Wulffbus, i netop Arriva. Netop, Trafikselskabet "VAT", havde ikke krav, om at vognmændene skulle kører i en bestemt farve, på rutekørslen. Dette manglende krav, medførte at man blandt andet Horsens, har kunne se alt lige fra DSB's røde busser, og til Wulffbus grønne busser. Dette manglende krav til bemaling fra VAT holdte helt ind til Strukturreformen i 2007, hvor VAT blev splittet op og lagt ind i Midttrafik, for Horsens vedkommende. De grønne Bybusser i Horsens, fortsatte i den grønne farve, indtil vognpakken i Horsens i 2011 stod foran udskiftning. Herefter skulle de nye busser være gule, idet at Midttrafik, i forhold til det tidligere VAT, har krav til vognmændenes bemalinger.

### Arbejdsnedlæggelse
I 2007, var der strejke i Horsens. Strejken drejede sig om lønforhold. Chaufførerne på bybusserne i henholdsvis, Haderslev, Horsens, Vejle og Aabenraa, mente at det var uretfærdigt, at kollegaerne i hovedstadsområdet, fik mere i løn end kollegaerne i Jylland.
Også i 2011, var Horsens bybusser, samt meget af det resterende Østjylland ramt af en arbejdsnedlæggelse af de helt store. Arbejdsnedlæggelsen skyldtes at chaufførerne ved anlægget i Stilling (Skanderborg), var utilfredse over arbejdsforholdene. Arbejdsnedlæggelsen var i kølvandet på nedbrudte forhandlinger, om blandt andet lønforhold, hvor vognmanden Arriva, ønskede at chaufførerne skulle over på en månedsløn udbetaling, fremfor den 14 dages udbetaling som chaufførerne hidtil havde fået.

### Tidligere mobilitetsplaner for Horsens
Det er ingen hemmelighed at Horsens, ligesom de fleste andre byer, har været ramt af skiftende byråd, og derved også skiftende mobilitetsplaner for den kollektive trafik.
- Ukendt år, kom det daværende trafikselskab i Horsens "VAT", med en trafikplan, for Horsens. Blandt andet, står der at Horsens ville få nyt rutenet i 2008[15].
- I 2009, havde Midttrafik, udgivet sin første trafikplan for Horsens. I Denne trafikplan, blev der bl.a lagt vægt på at Horsens by, maksimum har 400 meter mellem busstoppestederne[16], samt at nogle af de kommunale ruter skulle opgraderes til ½times drift, bl.a linje 110.
- I 2016, udkom Midttrafik, med endnu en trafikplan til Horsens Kommune. Denne gang indeholdte planen, blandt andet et forslag til et nyt bybusnet. Bl.a en ny Servicebuslinje 12, ville blive oprettet[17].
- I 2020, udkom Horsens Kommune, med endnu en mobilitets rapport, og med forslag til et nyt busnet, i landområder, samt i Horsens by. Horsens består pt af 13, bybuslinjer, og af 1 Servicebuslinje[18].
- Horsens, har fremtidsudsigterne i orden, og har allerede lavet en mobilitetsplan for 2030[19].

#### Tidligere spørgsmål om Flexbusser
Tidligere har det været undersøgt, om visse områder skal have tilbudt flexbuskørsel som supplement til egentlig buskørsel.

## Historik over ændringer af rutenettet

### Mere direkte ruter
I 2011, da Horsens fik nye køreplaner, blev alt lagt på bordet. Det nye bybusnet, betød blandt andet at bybusruterne i Horsens blev lagt til en mere direkte ruteføring, der blandt andet også betød at Ruterne gik ned i antallet af stoppesteder de betjente.

#### Overholdelse af køreplanerne
I Marts 2013, blev nogle ruter i Horsens atter omlagt. Denne gang skyldes omlægningerne at busserne ikke kunne overholde køreplanerne.

### Servicebus
Da Horsens den 2 Januar 2018, fik nyt bybusnet kunne borgerne komme med deres input, omkring byens kommende bybusnet. Disse hørringer betød på samme tid et goddag til den nye servicebuslinje Linje 12. Linje 12, blev oprettet, for at tage over for linje 10, der ved samme køreplansskift blev omlagt. Linje 12, skulle fungere som en slags Servicebus, mellem Trafikterminalen, Sundhedshuset, Forum, og Horsens Sygehus.

#### Busguider hjælper
Ved samme køreplansskift, havde Midttrafik sendt busguider ud til Horsens Station, og Midtby, for at hjælpe folk, med hvilken bus de skal bruge.

### Yderligere udvidelse af busnettet
Linje 12, er ikke den eneste linjeudvidelse, der er sket af bybusnettet, inde for de senere år. I 2020 skulle Region Midtjylland spare penge. Dette betød blandt andet, at linje 112, blev lagt tilbage på sin gamle rute via Vestbirk og Østbirk. Dette betød bl.a at Gedved, derved ville stå uden for bustransport, hvis ikke kommunen kom på banen. Kommunen, kom på banen, og ikke kun med en bus til Gedved. Kommunen havde på samme tid besluttet, at der skulle bybus ud til Hatting, som ligeledes var blevet ramt af nedskæringer på de regionale busruter der kørte igennem byen. Disse udvidelser betød et velkommen til linje 13 og linje 14.

### Fremtidige udvidelser
Udvidelse af linjenettet, i Horsens stopper ikke ved Gedved og Hatting. Ved køreplansskiftet i 2018, kom det frem, at også byer som Lund (Horsens Kommune) og Egebjerg (Horsens Kommune), skal dækkes af bybusser. Det er endnu ikke kommet ud, hvornår disse to byer skal dækkes af bybusser.

#### Ny busrute fra 2023
På trods af planen om den nye busplan fra 2022, der betød bybusser til Bl.a Gedved og Hatting, så er Horsens stadigvæk ikke færdig med at kaste om sig med nye busruter. Fra Juni 2023, bliver der sat en ny bybuslinje til de forholdsvis nye bydele Torsted og Tyrsted. Ruten blev godkendt af Horsens Kommune på et møde i byrådet i Juni 2022.

#### Coronas indvirkning på Bybustransporten
COVID-19 pandemien, har ligesom alle andre steder, også sat sine spor på Bybusserne i Horsens.

## Nuværende linjenet
Det nuværende bybusnet i Horsens består i 2022 af følgende linjer.
| Linje | Rute |
| ----- | --- |
| 1     | Horsens Trafikterminal - Sundvej - Bakkesvinget - VIA- Stensballe - Horsens Trafikterminal                                   |
| 2     | Horsens Trafikterminal - Sundhedshuset - Bakkesvinget - VIA - Horsens Trafikterminal                                         |
| 3     | Horsens Trafikterminal - Åboulevarden - Strandpromenaden - Sølystvej - Stensballe - Horsens Trafikterminal                   |
| 4     | Horsens Trafikterminal - Spedalsø - Fjordparken - Dagnæsallé - Horsens Trafikterminal                                        |
| 5     | Horsens Trafikterminal - Holmboes Allé - Ternevej - Krokusvej - Horsens Trafikterminal                                       |
| 6     | Horsens Trafikterminal - Spedalsø - Vedbæksallé - Horsens Trafikterminal                                                     |
| 7     | Horsens Trafikterminal - Torstedallé - Marsallé - Ørnstrup - Horsens Trafikterminal                                          |
| 8     | Horsens Trafikterminal - Østerhåb - (Saturnvej) - Horsens Trafikterminal                                                     |
| 9     | Trafikterminalen - Nørretorv - Priorsløkkevej - Vestergade - Trafikterminalen                                                |
| 10    | Horsens Trafikterminal - Forum Horsens - Bakkesvinget - Flintebakken - Horsens Trafikterminal                                |
| 11    | Horsens Statsskole - Forum - Stensballe - Forum - Horsens Statsskole                                                         |
| 12    | Horsens Trafikterminal - Møllegade - Flintebakken - Bakkesvinget - Sygehuset - Sundhedshuset - Trafikterminalen (Servicebus) |
| 13    | Horsens Trafikterminal - Nørretorv - Egebjerg - Gedved - Egebjerg - Nørretorv - Horsens Trafikterminal                       |
| 14    | Horsens Trafikterminal - Islandsvej - Hatting - Islandsvej - Horsens Trafikterminal                                          |

### Elektriske busser i Horsens
Som mange andre byer, så er Horsens også på vej over på busdrift der kører på el. Fra 2023, har Horsens kommune stillet krav om at busserne som finansieres af kommunen skal være elektriske.

### Forbud imod spilreklamer
I Juni 2022, kom det frem at byrådet i Horsens, ønsker totalforbud imod beting reklamer på kommunens busruter.

## Speciale billetter og Gratis busser?
I tidens løb er debatten raset der ud af, om bybusserne i Horsens skulle gøres gratis. i 2018, skete der markante fremskridt hen imod gratis bybusser. Horsens Kommune lancerede et pensionistkort, der var gyldigt til 1 års ubegrænset transport inden for kommunegrænsen, med både Bybusser, Regionale busruter, og de lokale busruter. I 2021, skete der endnu et fremskridt, i debatten omkring gratis kollektiv trafik i Horsens Kommune. Her blev pensionistkortet, gjort 100% gratis for folke og førtidspensionister. Den gratis transport skyldes blandt andet arbejde fra Senior rådet i Horsens Kommune.
Debatten raser fortsat, og hvis man spørger læserne ved Horsens Folkeblad, så skal busserne, også gøres gratis for folk på Sociale ydelser, heriblandt SU og Kontanthjælp.

## Galleri
- Linje 8 inden afgang fra Horsens Trafikterminal
- Linje 9 inden afgang fra Horsens Trafikterminal
- Linje 8 kort efter afgang fra Horsens Trafikterminal
- Af og til trænger busserne, som chauffør til en velfortjent pause
- Det nyeste skud på stammen over bybuslinjer i Horsens: linje 13
- Bybusser fra Horsens trafikterminal kort inden afgang
- Linje 2 kort inden afgang fra Horsens Trafik Terminal